# Гузар (село)
Гузар (кирг. Гүзар) — село в Узгенском районе Ошской области Кыргызстана. Входит в состав Кызыл-Октябрьского аильного округа. Код СОАТЕ — 41706 255 844 04 0

## Население
По данным переписи 2023 года, в селе проживало 1 063 человек.